# Велие
Вѐлие (на италиански: Veglie, на местен диалект Eie, Ейе) е град и община в Южна Италия, провинция Лече, регион Пулия. Разположен е на 47 m надморска височина. Населението на общината е 14 338 души (към 2013 г.).